# Homer Jones
Homer Jones (Pittsburg, Texas; 18 de febrero de 1941 – Pittsburg, Texas; 14 de junio de 2023) fue un jugador de fútbol americano estadounidense que jugó siete temporadas con tres equipos en la NFL en la posición de wide receiver. Era sobrino del Salón de la Fama Charley Taylor.

## Carrera
Graduado de los Texas Southern Tigers, fue seleccionado en la ronda 20 en el lugar 278 por los Houston Oilers, pero en esa temporada solo estuvo con el equipo de práctica luego de lesionarse la rodilla. Los New York Giants pagaron su cirugía a cambio de firmar con el equipo, con el que terminó jugando seis temporadas, donde tuvo su mejor año en 1967 con 49 recepciones para 1,209 yardas, promedio de 24.7 yardas por recepción, y fue el líder de la liga con 13 touchdowns, que lo llevó a jugar el Pro Bowl de esa temporada.
En enero de 1970 sería cambiado a los Cleveland Browns por el running back Ron Adolphis Johnson y el liniero defensivo Jim Kanicki. En su primer partido regresaría la patada de salida del tercer cuarto para touchdown ante los New York Jets, ayudando a la victoria por 31-21 en el primer partido de Monday Night Football por el canal ABC. Las lesiones en su rodilla marcaron su única temporada con los Browns y antes de ser cambiado a los St Louis Cardinals en julio de 1971 anunciaría su retiro apenas a los 29 años.
Es recordado por crear la celebración de touchdown llamada The Spike, que es azotar el balón en el suelo y luego bailar en 1965, lo que le trajo una sanción de $500 por parte de la NFL.

## Logros
- 2 apariciones en el Pro Bowl (1967 y 1968)
- Líder en recepciones de touchdown en una temporada (1967)